# Nerville-la-Forêt
Nerville-la-Forêt är en kommun i departementet Val-d'Oise i regionen Île-de-France i norra Frankrike. Kommunen ligger i kantonen L'Isle-Adam som tillhör arrondissementet Pontoise. År 2022 hade Nerville-la-Forêt 779 invånare.

## Befolkningsutveckling
Antalet invånare i kommunen Nerville-la-Forêt
| Referens: INSEE |